# 西野脩司
西野 脩司（にしの しゅうじ、1936年3月23日-  ）は、日本の経営者。三井鉱山社長を務めた。東京都出身。

## 来歴・人物
1959年に東京大学法学部を卒業し、同年に三井鉱山に入社した。1989年6月に取締役に就任し、1993年6月に常務、1995年6月に専務を経て、1997年6月に社長に就任。2004年1月に経営責任により、社長を辞任。